# Bigeminismo
El bigeminismo es un tipo de arritmia cardíaca en la que hay una única extrasístole (latido cardíaco irregular) después de cada latido cardíaco regular. Existen tres tipos : ventricular, de la unión y auricular. Generalmente no hay síntomas significativos; sin embargo, puede haber sensación de que se ha saltado el ritmo. 
En ocasiones infrecuentes, puede presentarse con presión arterial baja y sensación de mareo.